# Flagnac
 Flagnac  (en occitano Flanhac) es una población y comuna francesa, situada en la región de Mediodía-Pirineos, departamento de Aveyron, en el distrito de Villefranche-de-Rouergue y cantón de Decazeville.

## Demografía
| 830 | 788 | 902 | 988 | 905 | 888 | 929 | 942 | 1058 | 1061 | 1081 |
| Para los censos de 1962 a 1999 la población legal corresponde a la población sin duplicidades (Fuente: INSEE [Consultar]) |     |     |     |     |     |     |     |      |      |      |